# 徐州駅
徐州駅（じょしゅうえき）は中華人民共和国江蘇省徐州市泉山区津浦西路に位置する中国鉄路総公司(CR)上海鉄路局が管轄する駅である。京滬、隴海の二大幹線が交差する中国鉄道の要衝である。

## 所属路線
- 中国鉄路総公司
  - 京滬線：北京駅起点より814km、上海駅終点まで649km[1]
  - 隴海線：連雲駅起点より223km、蘭州駅終点まで1,536km[1]

## 駅構造
単式ホーム1面、島式ホーム4面の地上駅である。北側に大規模な操車場のある徐州北駅が隣接し、北駅を含めて環状線が有り各方向へ発着可能である。また、徐州地下鉄1号線が開通しており、当駅は乗り換えが可能となっている。

## 利用状況
各種別を含め毎日190本余りの列車が発着する。

## 歴史
- 1909年 - 津浦線（後の京滬線）開通に伴い徐州府駅として開業した[2]。
- 1913-14年 - 駅を拡張改造した[2]。
- 1915年5月 - 隴海線の開封～徐州間が開通した[3]。
- 1923年 - 隴海線の徐州～海州（連雲港）が開通した[3]。
- 1927年 - 徐州駅に改名した[4]。
- 1958年 - 津浦線の複線化に伴い駅を拡張した[5]。
- 1990年 - 駅を拡張改造し、立体交差により4方向に通行可能となった[5]。
- 1996年9月 - 新駅舎が完成し、使用開始した[6]。
- 2008年3月 - それまでの済南鉄路局管轄から上海鉄路局管轄となった[1]。
- 2008年9月1日 - 更なる改造計画が開始された[2]。

## ギャラリー

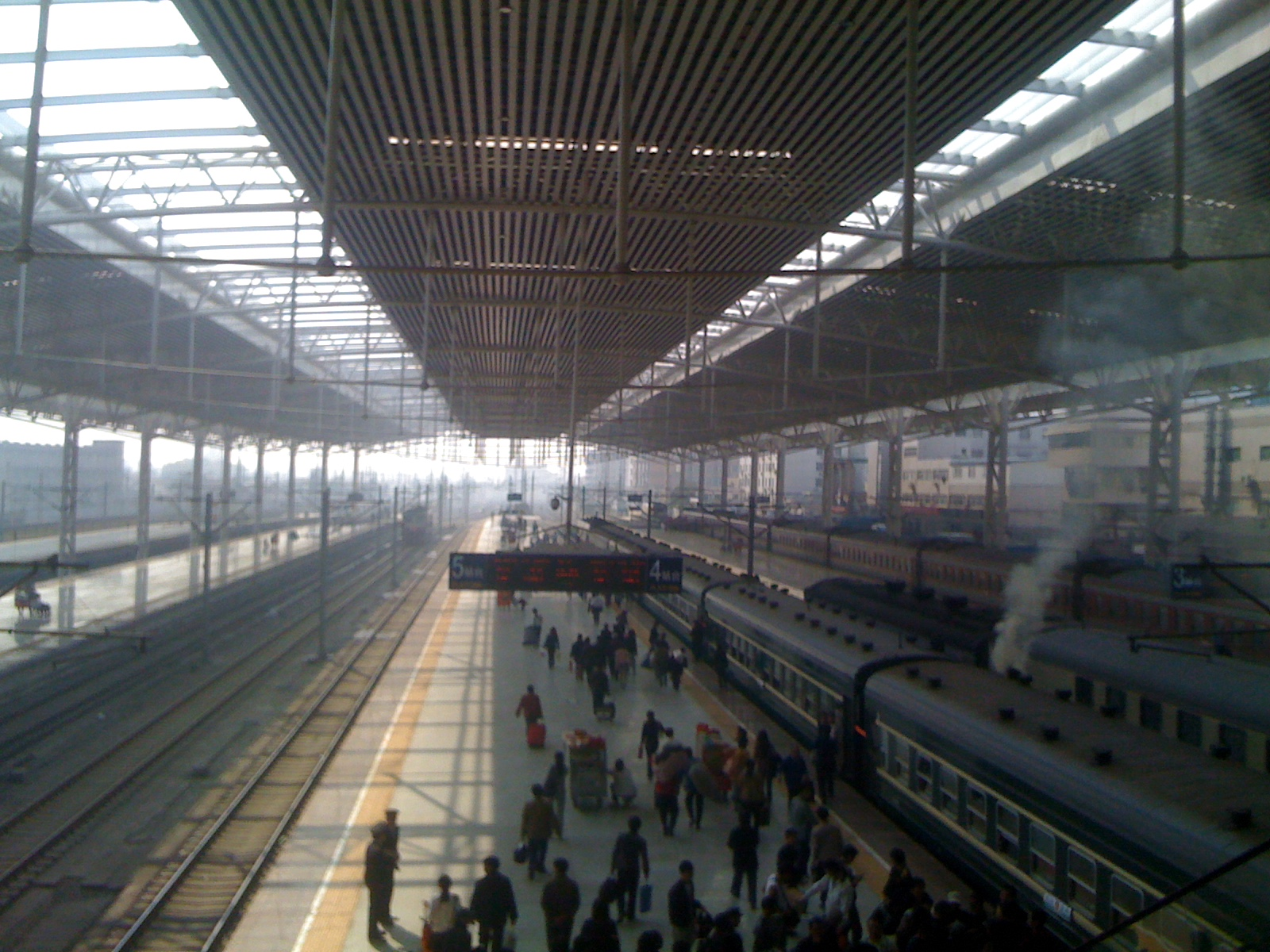
ホーム
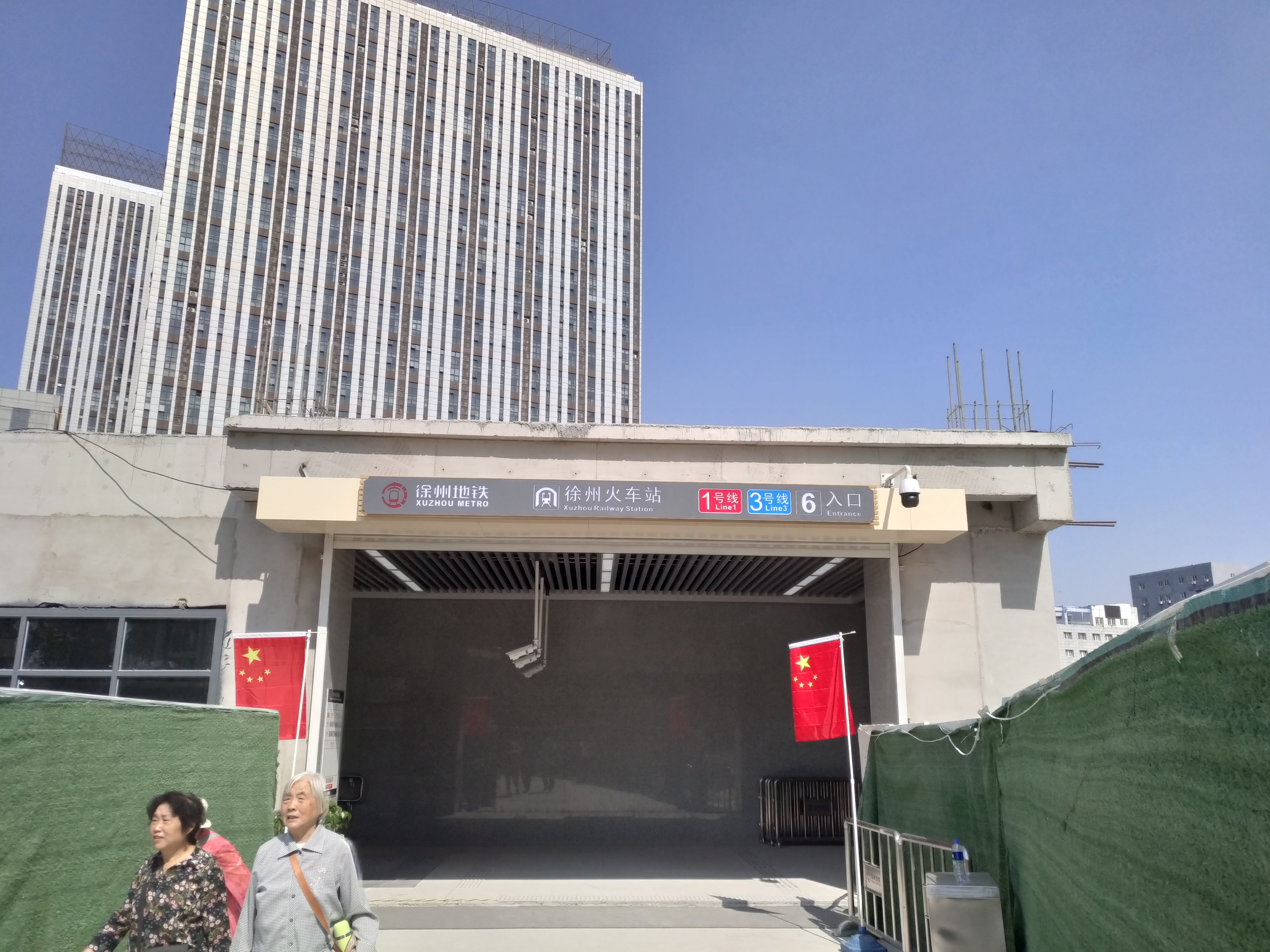
地下鉄6番出入り口

## 隣の駅
中国鉄路総公司
京滬線
徐州北駅 - 徐州駅 - 高営駅
隴海線
大湖駅 - 徐州駅 - 徐州西駅